# Begriffsjurisprudenz
Unter Begriffsjurisprudenz wird  zweierlei verstanden, zum einen eine überholte Methodenlehre der Rechtswissenschaft des mittleren und späteren 19. Jahrhunderts, zum anderen eine auch heute anzutreffende Form der Gesetzesauslegung, bei der Folgerungen allein aus den in einem Gesetz verwendeten Begriffen abgeleitet werden.
Eine Definition der Begriffsjurisprudenz besteht nicht, auch hatte kein Jurist diese Bezeichnung auf sich angewendet. Geprägt wurde der Terminus von Rudolf von Jhering, der ihn 1884 in seiner Schrift Scherz und Ernst in der Jurisprudenz als Schlagwort gegen die zeitgenössische Pandektistik, als deren Vertreter er selbst einst galt, verwendete. Er griff damit die Konstruktionsweisen bei der Begriffsbildung an und beanstandete die Rückwärtsgewandtheit (Mumiencultus) der die Methode vertretenden Juristen bei ihren Lösungsfindungen für die Rechtssachverhalte. Ziel seines Angriffs war eine begriffsmathematisch konstruierte Dogmatik, die für sich in Anspruch nahm, das gegebene Recht vollständig lückenlos in einer „Begriffspyramide“ darstellen und nach entsprechender logischer Hinterfragung neues Recht aus übergeordneten Obersätzen deduzieren zu können. In dieser Weise sollten Probleme des Lebensalltags lösbar werden. Die Begriffsjuristen ihrerseits wandten sich gegen die traditionell „rezeptive“ (übernehmende) Jurisprudenz und erhofften sich so eine „produktive“ (entscheidende) Jurisprudenz. Philipp Heck löste sich von diesen Ansätzen schnell, denn er forderte eine begrifflich freier arbeitende Rechtsfortbildung und stellte auf die Interessenswertungen des Gesetzes ab, was die sogenannte Interessenjurisprudenz indizierte. Heute als verfehlt betrachtet, wird der Begriff eher abwertend gebraucht, da die Methode als lebensfern, erkenntnistheoretisch naiv und für Lösungen im Einzelfall werteverschleiernd und ungerecht wahrgenommen wird. Haferkamp hielt fest, dass die Begriffsjurisprudenz an die „Entfremdung zwischen Recht und Gesellschaft, zwischen Recht und Realität“ erinnere.
Im zweitgenannten Sinne wird Begriffsjurisprudenz als gesetzliche Auslegungsmethode verstanden, als Methode, die sich in rein formaljuristischer Herangehensweise am vorgegebenen Gesetzesbegriff und nicht an Sinn und Zweck des Gesetzes orientiert.

## Herleitung
Durch den Einfluss, den Gottfried Wilhelm Leibniz auf Christian Wolff genommen hatte, beide waren bedeutende Philosophen der Frühaufklärung, drang aufgrund des steigenden Ansehens der empirischen Naturwissenschaften auch in die juristische Methodenlehre eine mathematisch-logische Denk- und Arbeitsweise ein. Christian Wolffs Werk Ius naturae methodo scientifico pertractatum wurde mit großer Wirkung rezipiert, weil er eine Idee davon entwickelt hatte, wie juristische Entscheidungen aus übergeordneten Allgemeinbegriffen und Obersätzen abgeleitet werden könnten. Wolff gilt insoweit, neben einer Vielzahl anderer Verdienste, als „Urvater“ der Idee einer Begriffsjurisprudenz.
Historisch wird die Begriffsjurisprudenz vornehmlich bei der Historischen Rechtsschule und bei der Pandektistik angesiedelt. Sie waren die wirkmächtigsten Strömungen des 19. Jahrhunderts. Mit der Begriffsjurisprudenz versuchte vornehmlich Georg Friedrich Puchta die Methoden der Historischen Rechtsschule zu vereinigen. Auf der Seite der Pandektistik waren bedeutende Vertreter (zunächst) Rudolf von Jhering und besonders wirkmächtig Bernhard Windscheid, sowie als Urbarmacher für das öffentliche Recht Karl von Gerber und Paul Laband.
Im Kern ist die Begriffsjurisprudenz noch vernunftrechtlich geprägt. Sie nahm Einfluss auf die Ur- und Gesetzesväter des Bürgerlichen Gesetzbuches (BGB), wie etwa Bernhard Windscheid. Sie diente der Einengung von Auslegungsmöglichkeiten. Nach Auffassung von Karl Larenz lässt sich der methodische Ansatz als logische „Begriffspyramide“ darstellen, als ein System, dem er eine „eigentümliche Zwischenstellung“ zwischen den zeitgenössischen Rechtsdenkströmungen attestierte, nach Haferkamp „ohne Blick auf die Gerechtigkeit der Ergebnisse“.

## Begriffspyramide, Inversionsmethode und Kritik
Von allen verfassten Methodenschriften fand Jherings „naturhistorische Methode“ den größten Anklang. Sie operiert mit naturwissenschaftlichen Begriffen, etwa den konstruierten „Rechts-Körper[n]“, die allein eigenbezüglichen Gesetzmäßigkeiten unterliegen, also nicht auf Erfordernisse des Lebensalltags angewiesen sind, aber Gültigkeit auch dann beanspruchen können, wenn sie von der Wirklichkeit nicht abgerufen werden. Diese wissenschaftsautonome Methode ging generell davon aus, dass über den einfachen positivrechtlichen Normen ein Begriffssystem errichtet wird, das die Grundsätze eines Regelungs- und Ordnungssystems (Institut) aufnimmt. Der einzelne Rechtsgrundsatz soll sich aus einem Rechtsinstitut heraus herleiten lassen, welches selbst wiederum in ein Gesamtsystem eingebettet ist. Differenziert wird von unten nach oben: „einzelner Rechtssatz“, das „Institut“ und das „Gesamtsystem“. Der vom Volksgeist beseelte Institutsbegriff Savignys, er wurde in der Historischen Rechtsschule noch als Teil der Sachordnung verstanden, wurde ausgetauscht und durch die pragmatische Definition ersetzt (Construction).
Rechtssätze und Rechtsbegriffe sollten mit Hilfe der Definition also quasi „mathematisch-geometrisch“ in ein lückenloses und widerspruchsfreies System übergeführt werden. Aus Obersätzen sollten Untersätze im Wege der Subsumtion deduziert werden können, was juristische Entscheidung ermöglicht. Ein subjektives Recht definiert sich in diesem Sinne nach Subjekt, Objekt und Rechtsinhalt, erhält einen konkreten Klagschutz und steht in einem Zusammenhang mit seiner tatbestandlichen Begründung, seinem tatbestandlichen Untergang und Einflussfaktoren wie Bedingungen. Neben einer besseren Übersicht über das Rechtssystem soll gewährleistet werden, dass Gesetzeslücken geschlossen werden. Mangelte es an einem Rechtssatz gänzlich, wollten Puchta oder ähnlich Windscheid, dem Richter die Möglichkeit einräumen, das Begriffssystem dergestalt auszulegen, dass er eine sinnfällige Ableitung findet und selbst einen Rechtssatz konstruiert. Puchta selbst sprach von „Freiheit“ als „Keim des Rechts“. Allgemein sensibilisierten sich die Juristen auf die  praktischen Bedürfnisse der Gesellschaft, Gerechtigkeitsmaßstäbe wurden nicht der juristischen Logik, sondern dem römischen Recht entnommen. Jhering erhoffte sich als früher Fürsprecher und späterer Kritiker von der Methode, dass man „durch das römische Recht über das römische Recht hinaus“ gelangte.
Die Kritiker der „Begriffsjurisprudenz“ (insbesondere der spätere Jhering, daneben Heck und Rümelin) attackierten die auf dieses logische System angewandte „Inversionsmethode“, mit welcher „aus existierenden positiven Normen, neues – und system-fremdes – Recht erschaffen“ würde. Obgleich alle Rechtssätze in einem logischen Begriffszusammenhang stünden, der als Erkenntnisquelle noch unbekannter Rechtssätze zu dienen geeignet sei, behaupteten die Kritiker, dass die „Begriffsjurisprudenz“ für rechtsschöpferisches Tätigwerden und Einzelfallgerechtigkeit des Richters keinen Raum lasse. In kritischer Auseinandersetzung mit dem „formallogischen“ Format der Begriffsjurisprudenz bemängelte Larenz mit Blick auf die Orientierung entlang eines Wertesystems, dass der „ethische Gehalt des Ausgangsbegriffs [...] bis zur Unkenntlichkeit verblasst sei“ und Josef Esser forderte – bereits nach Schaffung des Bürgerlichen Gesetzbuches – mit rechtsphilosophischem Einschlag vehement die „Bewertung der Sozialwirklichkeit“ in der Begriffsauslegung. Johannes Emil Kuntze empfand das methodische System als zu naturwissenschaftlich, eine Kritik, die ebenfalls bis heute nachwirkt.
Wie Hans-Peter Haferkamp mit Blick auf Puchta nachweisen konnte, berücksichtigten dessen Arbeiten in vielerlei Hinsicht praktische Bedürfnisse. Ebenso nimmt Haferkamp Windscheid gegen die „schwerwiegenden Anklagen“ in Schutz, da er als Vertreter und Symbol die Interessenjurisprudenz vorbereitet habe. Joachim Rückert und Marc Heidemann stellen klar, dass in der Methodik Windscheids Elemente der „Begriffsjurisprudenz“, wie sie Jhering in Scherz und Ernst in der Jurisprudenz deklarierte, gerade nicht vorhanden waren. Maximiliane Kriechbaum findet „applikative Elemente“, d. h. einzelfallgerechtigkeitsorientierte Ermessensspielräume bereits bei der Historischen Rechtsschule Friedrich Carl von Savignys. Die Kritik an der Begriffsjurisprudenz hinge insoweit nicht unerheblich mit dem allgemeinen Missverständnis der Methodik Savignys zusammen. Die Abwertung der Rechtswissenschaft des 19. Jahrhunderts, vorangetrieben vornehmlich anhand der Pandektistik und durch deren (mehrheitlich polemischer) Titulierung als „Begriffsjurisprudenz“, könne nach Haferkamp somit als widerlegt angesehen werden.
Heute wird die Begriffsjurisprudenz insoweit teilweise rehabilitiert, als dass sie im sachlichen Bereich „sorgfältige Kleinarbeit“ geleistet habe. Bisweilen komplizierteste und am schwierigsten zugängliche Rechtsfiguren des bürgerlichen Rechts hätten so transparent geschaffen werden können. Zeugnis davon legen insbesondere Institute des Sachenrechts ab, beispielsweise das dingliche Vorkaufsrecht, die Hypothek und die Vormerkung.
Die Begriffsjuristen bestimmten die deutsche Rechtswissenschaft bis annähernd zur Jahrtausendwende ins 20. Jahrhundert. Ab den 1870er Jahren veränderten sich die politischen und  wirtschaftlichen Verhältnisse in der Gesellschaft grundlegend. Drängender Modernisierungsdruck erforderte die Öffnung der formaljuristischen Konzeption zugunsten interpretatorischer Freiräume, wollte man mit den Anforderungen der einsetzenden Hochindustrialisierung Schritt halten. Die bismarcksche Reichsgründung, der Gründerkrach und die außenpolitischen Konzeptionen forderten neue Antworten. Für staatsfreies Privatrecht – insbesondere im Sinne der Historischen Rechtsschule – bestand kein Raum mehr. Das römische Recht als Plattform für individuelle Anspruchsdurchsetzung kam in den Ruf unsozial zu sein und Ungerechtigkeit zu schüren.
In der Zeit änderte sich auch das Verhältnis der juristischen Dogmatik zur Rechtsgeschichte. Jhering selbst und andere Anhänger der Dogmatik waren davon ausgegangen, dass eine seit Jahrtausenden arbeitende Jurisprudenz alle juristischen Grundbegriffe bereits hervorgebracht hätte, was zu wiederkehrenden Rückgriffen auf alte Rechtsordnungen führte. Nach 1900 setzten sich die Interessensjurisprudenz und die Interpretationstheorie der Wertungsjurisprudenz durch.

## Rechtliches Umfeld
Im Zivilrecht des 19. Jahrhunderts gab es kaum Gesetze, insbesondere keine, die den Ansprüchen des Vorbilds der Historischen Rechtsschule gerecht geworden wären. Das führte zur Konstruktion des Pandektenrechts, mittels dessen die historisch ohnehin legitimierten Grundlagen des römischen Rechts herangezogen wurden. Andererseits hatte das moderne Naturrecht zuletzt etliche Begrifflichkeiten logisch und systematisch zu definieren geholfen, sodass sich methodische Überlegungen anstellen ließen, das Recht auf dieser Entwicklungsstufe, begleitet durch die Denkströmungen der exakten Naturwissenschaften, in einen begrifflichen Positivismus überzuleiten. Dieser sollte es leisten, die dann noch bestehenden Gesetzeslücken mittels der Reinheit der Begrifflichkeiten und seiner Abstraktionen sinnvoll so zu schließen, dass dem Richter rechtsschöpfender Handlungsspielraum entzogen wäre.
Die soziale Frage hingegen war aus dem Recht konsequent ausgeschlossen worden. Nachdem aus der Begriffsjurisprudenz sich erst zaghaft, dann forscher, die Interessensjurisprudenz zu etablieren begann, änderte sich die Einstellung wieder. Diese verlangte nämlich, dass gesellschaftliche und wirtschaftliche Zwecke ins Recht einbezogen würden. Damit war der Weg für eine neue Disziplin, die Rechtssoziologie, geebnet. Diese setzte sich vollends in Widerspruch zur pandektistischen Begriffsjurisprudenz, was in der Forschung allerdings zu unterschiedlichen Bewertungen führte, soweit allein nur die unterschiedlichen Interpretationen bei Eugen Ehrlich und Max Weber miteinander verglichen werden.

## Begriffsjurisprudenz als verfehlte Auslegungsmethode
In dem obengenannten zweiten Sinne wird Begriffsjurisprudenz – abwertend – als eine auch heute noch verbreitet anzufindende Methode der Auslegung von Gesetzen bezeichnet, die sich rein formal an den im Gesetz vorzufindenden Ausdrücken ausrichtet, ohne dass nach dem Sinn des Gesetzes gefragt wird. Gesetze dienen jedoch dazu, einen bestimmten Zweck zu verwirklichen, weshalb alle Merkmale in einem Gesetz so auszulegen sind, dass sie diesem Zweck entsprechen. So verstanden, haben Ausdrücke in einem Gesetz keine „Bedeutung an sich“, sondern immer nur im Hinblick auf den Gesetzeszweck.
Als heute abschreckendes Beispiel wird häufig die „Eisenbahn-Entscheidung“ des Reichsgerichts genannt. Das Reichsgericht hatte selbst einen Begriff von Eisenbahn entwickelt und diesen Begriff dann in einem Fall angewandt, in dem es darum ging, ob die Eisenbahngesellschaft auch für einen Unfall durch eine Eisenbahn-Lore haftet. Ob der Begriff „Eisenbahn“ auch die Eisenbahn-Lore umfasst, kann bezweifelt werden. Ausdrücke in einem Gesetz sind aber nicht nach dem Sprachverständnis in der Umgangssprache zu verstehen, sondern als juristische Fachausdrücke. Hier war nach dem Zweck des Reichshaftpflichtgesetzes zu entscheiden, und in demselben Urteil findet sich neben der formalen Definition auch eine an diesem Zweck ausgerichtete Definition von Eisenbahn.